# ピッチ空間

円形ピッチクラス空間は、ピッチ空間の一例である。

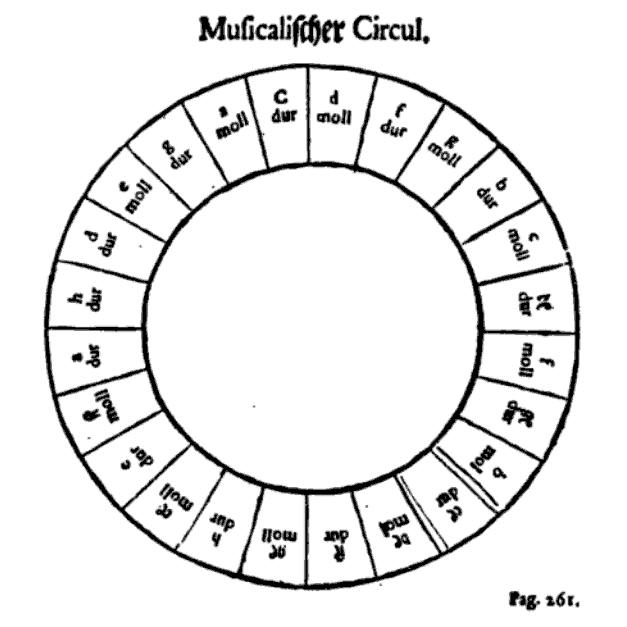
五度圏は、ピッチ空間の他の例である。

音楽理論において、ピッチ空間 (pitch space) はピッチ間の関係をモデル化する。これらのモデルは、通常、距離を使用して関連性の度合いをモデル化し、関係性の強いピッチを近くに、関係性の弱いピッチをより遠くに配置する。問題にしている関係の複雑さに応じ、モデルは多次元になる場合がある。ピッチ空間のモデルは多くの場合において、グラフ、群、格子、または螺旋などの幾何学的図形になる。
ピッチ空間では、オクターブに関するピッチは区別される。オクターブに関するピッチを区別しない場合、ピッチクラス間の関係を表すピッチクラス空間が代わりに用いられる（これらのモデルのいくつかは変調空間のエントリで説明されているが、「変調空間」という用語は標準的な音楽理論の用語ではないことを読者に忠告すべきである）。和音空間は、和音（コード）間の関係をモデル化する。

## 線形、および螺旋ピッチ空間
最も単純なピッチ空間モデルは実線である。基本周波数fは、式に従って実数pに写像される。
{\displaystyle p=69+12\cdot \log _{2}{(f/440)}\,}
これにより、オクターブがサイズ12、半音（ピアノ等のキーボードの隣接するキー間の距離）がサイズ1、中央ハがMIDIにおける番号60に割り当てられる線形空間が作成される。440Hzは「コンサートピッチ」の標準周波数であり、「中央ハ」の9半音上の音である。この空間の距離は、鍵盤楽器の物理的距離、西洋音楽表記の正書法における距離、心理実験によって測定されミュージシャンに想像される心理的距離に対応する。このシステムは、標準的なピアノの鍵盤上にはない「マイクロトーン」を含めることができる柔軟性を備えている。たとえば、C（60）とC#（61）の中間のピッチを60.5と表すことができる。
線形ピッチ空間の問題点の1つは、オクターブに関するピッチ、また同じピッチクラスにあるピッチ間の特別な関係がモデル化されないことである。これにより、M. W. Drobish (1855) やRoger Shepard (1982) などの理論家は、螺旋を使用してピッチの関係をモデル化した。これらのモデルでは、すべてのオクターブに関するピッチが1本の線に沿って並ぶように、線形ピッチスペースが円柱に巻き付くように配置される。ただし、これらのモデルを解釈するときは、螺旋を含む3次元空間で「距離」をどのように解釈するかが明確ではないため、注意が必要である。また、螺旋自体に含まれていない3次元空間上の点の解釈も明確ではない。

## 高次元のピッチ空間
Leonhard Euler (1739)、Hermann von Helmholtz (1863/1885)、Arthur von Oettingen(1866)、Hugo Riemann (数学者のBernhard Riemannと混同しないこと)、およびChristopher Longuet-Higgins(1978) などの他の理論家は、Tonnetzと名付けられた2次元 (または高次元) 格子を使用してピッチの関係をモデル化した。これらのモデルでは、通常、1つの次元は音響的に純粋な完全五度に対応し、もう1つの次元は長三度に対応する（1つの軸が音響的に純粋な短三度に対応するバリエーションも可能）。次元を追加することによって、（最も一般的には）オクターブを含む追加の間隔を表すことができる。
| A♯3 | — | E♯4 | — | B♯4 | — | F𝄪5 | — | C𝄪6 | — | G𝄪6 |
| \|  |   | \|  |   | \|  |   | \|  |   | \|  |   | \|  |
| F♯3 | — | C♯4 | — | G♯4 | — | D♯5 | — | A♯5 | — | E♯6 |
| \|  |   | \|  |   | \|  |   | \|  |   | \|  |   | \|  |
| D3  | — | A3  | — | E4  | — | B4  | — | F♯5 | — | C♯6 |
| \|  |   | \|  |   | \|  |   | \|  |   | \|  |   | \|  |
| B♭2 | — | F3  | — | C4  | — | G4  | — | D5  | — | A5  |
| \|  |   | \|  |   | \|  |   | \|  |   | \|  |   | \|  |
| G♭2 | — | D♭3 | — | A♭3 | — | E♭4 | — | B♭4 | — | F5  |
| \|  |   | \|  |   | \|  |   | \|  |   | \|  |   | \|  |
| E𝄫2 | — | B𝄫2 | — | F♭3 | — | C♭4 | — | G♭4 | — | D♭5 |

これらのモデルはすべて、オクターブ、完全5度、長3度などの音響的に純粋な間隔で区切られた間隔が、知覚的に密接に関係していると考えられる事実を捉えようとしている。ただし、これらの空間上での近さは、楽器での物理的な近さを必ずしも表してはいない。例えば、バイオリンの弦をほんのわずかに動かすことで、これらの多次元モデルを恣意的に大きく動かすことはできてしまう。このため、これらの格子で測定される距離の心理的関連性を評価することは難しい。

## ピッチ空間の歴史
ピッチ空間の発想は、少なくとも「ハーモニスト」として知られる古代ギリシャの音楽理論家にまで遡る。その1人であるBacchiusの言葉を引用すると、「ではダイアグラムとは何か？ 音楽のシステムの表現方法である。そして、その科目の生徒のために、聴覚では把握しにくいものが彼らの目に見えるようにダイアグラムを使用する」(Bacchius, in Franklin, Diatonic Music in Ancient Greece)。ハーモニストは、様々なスケールの間隔を視覚的に比較できるように、幾何学的な絵を描いた。結果的に、その間隔はピッチ空間に配置されているということになる。
高次元のピッチ空間も、長い間研究されてきた。格子の使用は、Euler (1739) によって提案され、完全5度と長3度の軸を使用して純正律をモデル化している。同様のモデルは、主にOettingen、Riemann (Cohn 1997) などの理論家による、19世紀の活発な調査の対象となった。James Tenney (1983) やW. A. Mathieu (1997) などの現代の理論家は、この伝統を引き継いでいる。
MW Drobisch (1855) は、オクターブの等価性と循環性 (Lerdahl、2001) を表す螺旋 (すなわち、五度螺旋) を提案した最初の人物であり、ピッチ空間のモデルを提供した。Shepard (1982) は、Drobischの螺旋を正則化し、「メロディックマップ」(Lerdahl、2001) と呼ばれる五度圏上の2つの全音階の二重螺旋に拡張する。Michael Tenzer (2000) は、バリのガムラン音楽への使用を提案する。これは、オクターブが 2 : 1ではなく、そのために西洋音楽と比較してオクターブの等価性が低いためである。Chromatic circleも参照。

## 楽器の設計
19世紀以来、ピッチ空間に基づいてアイソモーフィック・キーボードを設計する試みが多く行われた。現在では、ある程度流布しているのはいくつかのアコーディオンのレイアウトのみである。

## 関連記事
- Tonnetz
- 螺旋配列モデル（英語版）
- ダイアトニックセット理論（英語版）
- 不協和音の解放（英語版）
- 統一場（英語版）
- 母音空間
- 色空間